# Henri Pottier
Ne doit pas être confondu avec Henri Pottier (architecte).
Pour les articles homonymes, voir Pottier.
Henri Pottier, né le 15 juillet 1819 à Saint-Martin-de-Connée, et mort le 11 novembre 1890 à Nantes, est un jésuite et éditeur français de littérature spirituelle et mystique.

## Biographie
Il entra dans la Compagnie de Jésus le 11 juillet 1844, fut appliqué au saint ministère et s'occupa de l'œuvre des Bons Livres à Nantes. Il a réédité intégralement ou par fragments, refondu et remanié un grand nombre de traités ascétiques surtout des Pères Jacques Nouet, de Grenade, d'Argentan. La Bibliothèque de la Compagnie de Jésus énumère soixante-seize de ses publications, dont une : Les Douze vertus d'une bonne maîtresse, qui eut douze éditions et fut traduite en anglais.

## Source
« Henri Pottier », dans Alphonse-Victor Angot et Ferdinand Gaugain, Dictionnaire historique, topographique et biographique de la Mayenne, Laval, A. Goupil, 1900-1910 [détail des éditions] (BNF 34106789, présentation en ligne)